# Fernando de Velasco e Ibarrola
Fernando de Velasco e Ibarrola fou un polític espanyol, diputat a les Corts Espanyoles durant la restauració borbònica. Fou elegit diputat pel districte d'Eivissa a les eleccions generals espanyoles de 1884 i 1896, derrotant el candidat Cipriano Garijo y Aljama.